# Llanos de Vícar
Llanos de Vícar es una localidad y pedanía española perteneciente al municipio de Vícar, en la provincia de Almería. Está situada en la parte suroriental de la comarca del Poniente Almeriense. Cerca de esta localidad se encuentran los núcleos de La Mojonera, Cortijos de Marín, La Lomilla, El Solanillo y Roquetas de Mar.

## Geografía física
Se ubica en el extremo sur del municipio, lindando con La Mojonera, estando a tan solo 450 metros, y a 2 kilómetros de Cortijos de Marín.

## Geografía humana

### Demografía
| Gráfica de evolución demográfica de Llanos de Vícar entre 2000 y 2022 |
|                                                                       |
| Datos según el nomenclátor publicado por el INE.                      |

## Servicios públicos

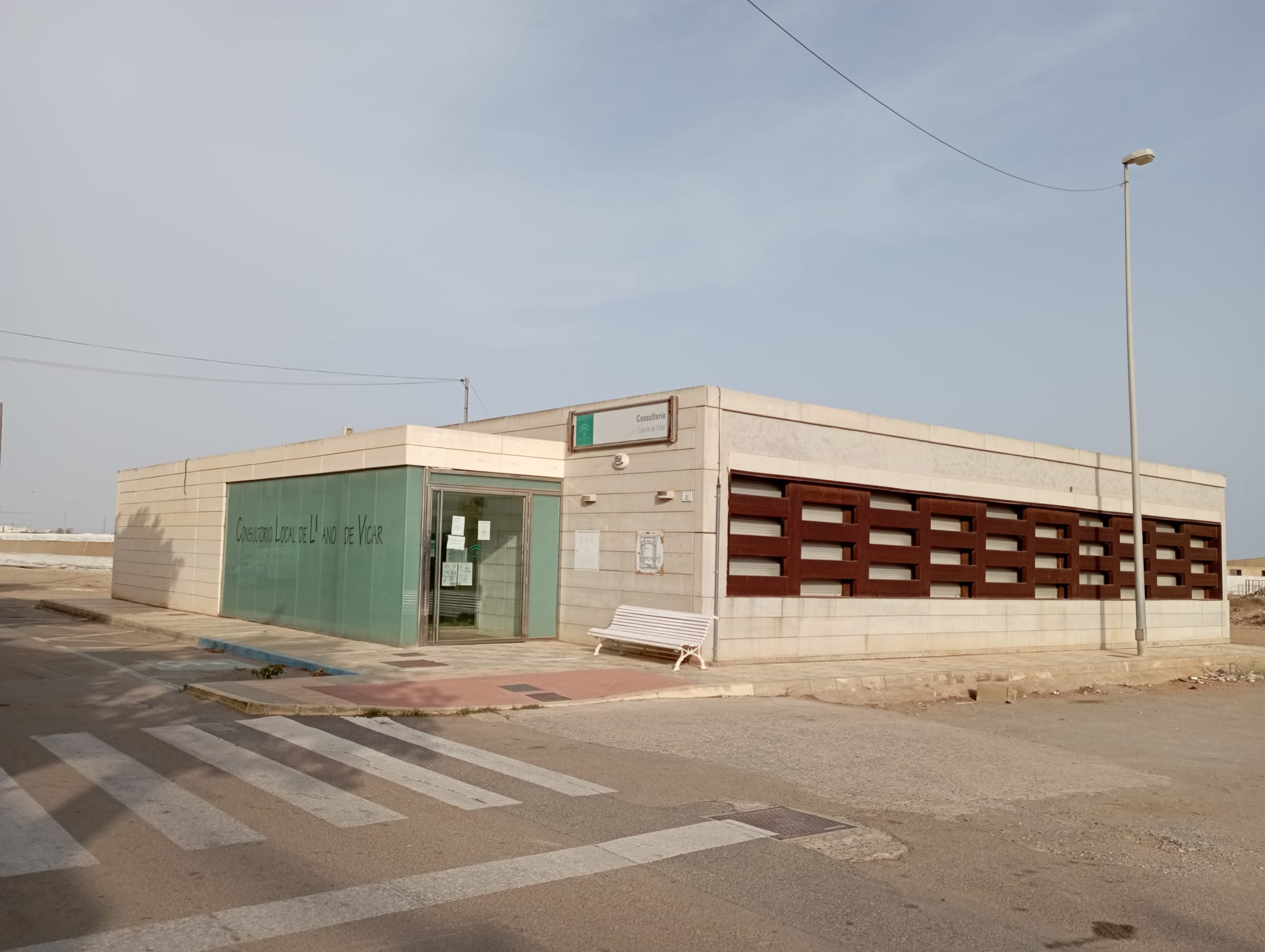
Consultorio médico

### Educación
Hay un colegio de educación infantil y primaria, el CEIP Félix Rodríguez de la Fuente, para la educación secundaria el alumnado debe desplazarse a otros centros de educación secundaria del municipio.

### Sanidad
La localidad cuenta con un consultorio médico auxiliar, abierto de lunes a viernes durante tres horas al día. Pertenece al Distrito Poniente de Almería y su hospital de referencia es el Hospital de Poniente-El Ejido. 

## Comunicaciones

### Carretera
Se accede a través de la A-1050, que conecta a la localidad con La Mojonera y Cortijos de Marín. También se accede a la localidad a través de la Carretera del Solanillo, que se conecta con la AL 3300, que desemboca en la urbanización de Roquetas.

### Autobús
La localidad tiene acceso mediante autobús a través la Línea M-354, del Consorcio de Transporte Metropolitano del Área de Almería, que une San Agustín con El Ejido a través de La Mojonera, acabando el trayecto en la estación de autobuses del Ejido. Cuenta con dos frecuencias diarias de lunes a viernes. 

## Cultura

### Entidades culturales
La localidad cuenta con una biblioteca municipal llamada "Juan Ramón Jiménez" abierta de lunes a viernes en horario de tarde. 

## Deporte

### Instalaciones deportivas
Existe un campo de fútbol 7 de césped artificial, una pista polideportiva y un pabellón cubierto, todas de propiedad municipal. 